# Quốc lộ 12A
Quốc lộ 12A is een afgeleide weg van de Quốc lộ 12. De weg begint bij de kruising met de Quốc lộ 1A bij de stad Ba Đồn, in het district Quảng Trạch. De weg gaat tot de grensovergang met Laos bij Cha Lo. De totale lengte van de Quốc lộ 12A 145,5 kilometer.
QL1 · QL1B · QL1K · QL2 · QL3 · QL4 · QL5 · QL6 · QL7A · QL7B · QL8A · QL8B · QL9A · QL9B · QL12 · QL12A · QL14 · QL14B · QL14C · QL14D · QL14E · QL15 · QL15 (Biên Hoà) · QL18 · QL20 · QL51 · QL55 · QL56